# KV3
25°26′24″N 32°21′36″E / 25.44000°N 32.36000°E
KV3位於埃及帝王谷，原本是用來埋葬第二十王朝法老拉美西斯三世其中一個兒子，設計與王后谷裏另一個兒子的墓穴相似。然而，並沒有證據顯示KV3是王室墓穴。磚塊及圓柱的殘留物顯示此墓穴曾於拜占庭時期用作基督教的禮拜堂。
KV3位於帝王谷的主道上，接近帝王谷的入口。

## 設計
KV3的設計並不尋常，包含了王室墓穴的元素，但是又欠缺若干王室墓穴的設計特徵，整個墓穴是筆直的，經過兩旁的小室（左邊的那個仍未完工）後是一個擁有四條柱的大廳。大廳後有三個墓室。
墓穴裏只有入口和第一段走廊的裝飾仍然保留至今。

## 資料來源
1. 1 2  Reeves, N & Wilkinson, R.H. (2008): The Complete Valley of the Kings, P.161, London: Thames and Hudson, 2008. ISBN 978-0-500-28403-2